# Cisteïna
La cisteïna (simbolitzat Cys o C) és un dels vint aminoàcids que utilitzen les cèl·lules per sintetitzar proteïnes. El seu nom sistemàtic és àcid 2-amino-3-mercaptopropiònic o àcid (2R)-2-amino-3-sulfanil-propanoic. Codificat en ARNm és: UGU UGC.
La cisteïna és un aminoàcid no essencial. El sofre de la seva estructura química es pot oxidar i donar lloc a cistina, que és un dímer format per dos cisteïnes unides per un pont disulfur. Es sintetitza a partir de la metionina, que és un aminoàcid essencial, per mitjà de dues reaccions: transmetilació, en la qual la metionina es transforma en homocisteïna i transulfuració, en la qual l'homocisteïna passa a ser cisteïna. Té la propietat de formar ponts disulfur amb altres cisteïnes, fet que ajuda a la formació de l'estructura terciària. També s'utilitza com a additiu alimentari amb el nom E920.
La n-acetilcisteïna (un derivat de la cisteïna natural obtingut de la seva acetilació) s'utilitza per tractar diferents tipus d'intoxicacions. Tot i les recomanacions que apareixen en publicacions poc serioses o en Internet, els suplements amb cisteïna ni prevenen ni milloren la ressaca.

### A partir d'aliments
Tot i que està classificada com a aminoàcid no essencial, en alguns casos, la cisteïna podria ser essencial per nadons, ancians i persones amb certes malalties metabòliques o que sofreixen síndromes de malabsorció. La cisteïna normalment és sintetitzada pel cos humà en condicions fisiològiques normals, sempre que hi hagi metionina suficient, i es catabolitza a l'aparell digestiu i al plasma de la sang. La cisteïna es troba en la majoria dels aliments amb alt contingut proteic, com són:
- Recursos animals: porc, embotits, pollastre, gall dindi, ànec, ous, llet, mató, iogurt.
- Recursos vegetals: pebrots vermells, alls, cebes, bròquil, col de Brussel·les, muesli, germen de blat.

### Producció industrial
La major part de la l-cisteïna s'obté industrialment per hidròlisi de materials animals, com plomes d'aviram o cerres de porc. Aquesta hidròlisi es fa a través de la fermentació i la bioconversió microbiana, emprant bacteris com Corynebacterium glutamicum, Salmonella typhimurium, Pantoea ananatis o soques mutades d'Escherichia coli, per exemple.